# Koprusza
Koprusza – wieś w Polsce położona w województwie świętokrzyskim, w powiecie włoszczowskim, w gminie Kluczewsko.
W latach 1975–1998 miejscowość administracyjnie należała do województwa piotrkowskiego.

## Historia
Koprusza – taką nazwę nosiły łany kmiece w Pilczycy w XVI wieku.  Według Liber Beneficiorum Jana Łaskiego (t.I s.557) dziesięcina z łanów w Kopruszy oddawana była do kościoła w Stanowiskach.